# 리투아니아 은행
리투아니아 은행(리투아니아어: Lietuvos bankas)은 리투아니아의 중앙은행이다. 리투아니아 은행은 유럽 중앙은행 제도의 회원이다. 은행의 회장은 비타스 바실리아우스카스이다. 2015년까지 리투아니아 은행은 리투아니아 전 화폐인 리타스의 발행을 담당했다.

## 관리 및 구조
은행은 이사장, 부회장 2명, 위원 2명으로 구성된 이사회에 의해 운영한다.
더 뱅크 오브 리투아니아 공식 웹사이트에 따르면, 그것은 10개의 부서가 관리한다고 한다. 경제, 통계, 시장 운영, 국제 관계, 결제 시스템, 현금, 회계, 정보 기술, 일반 서비스 및 보안, 6개 자치 부서(내부 감사, 법률, 조직 및 인사, 일반 및 홍보, 위험 관리), 카우나스 및 클라이페다의 리투아니아 지점 은행이다.

## 같이 보기
- 리투아니아의 경제
- 리투아니아 리타스